# Gruftkapelle Anholt
De Gruftkapelle Anholt is een prinselijke grafkapel ten noorden van het Duitse plaatsje Anholt.

## Omschrijving
De kapel is gebouwd in 1672 in opdracht van het adellijke vorstendom Salm-Salm. Het ligt niet ver van de Duits-Nederlandse grens bij de Nederlandse plaats Gendringen. Het mausoleum bestaat uit een achthoekig witgekalkt gebouwtje in barokke stijl. Op het koepeldak bevindt zich een uivormig lantaarntje. Boven de ingang bevindt zich het wapenschild van het geslacht Salm Salm met daarboven een kruisbeeld. Rond het mausoleum ligt een begraafplaats met ca. 70 graven. Het kerkhof wordt omgeven door een stenen muur met twee smeedijzeren toegangshekken.

## Bijzettingen
- 1828: Konstantin zu Salm-Salm
- 1840: Flaminia zu Salm-Salm
- 1846: Florentin zu Salm-Salm
- 1871: Felix zu Salm-Salm
- 1886: Alfred Konstantin zu Salm-Salm
- 1962: Maria Christina von Österreich-Teschen
- 1988: Nikolaus Leopold Heinrich zu Salm-Salm
- 1998:  Ida zu Salm-Salm, geborene von Wrede